# إدواردو هوراسيو غارسيا
إدواردو هوراسيو غارسيا (بالإسبانية: Eduardo Horacio García) هو كاهن كاثوليكي أرجنتيني، ولد في 22 يناير 1956 في بوينس آيرس في الأرجنتين.